# Казаки (Липецкая область)
Казаки́ — село Елецкого района Липецкой области России. Центр Казацкого сельсовета.

## География
Село располагается на берегах реки Воргол; при федеральной автодороге Р119.

## История
Село основано елецкими казаками в конце XVI века.
«С своим настоящим именем село Казаки упоминается в первый раз в письменных документах под 1628 годом; в отказных книгах этого года с. Казаки записано в числе владений Елецкого Троицкого монастыря, от которого оно потом перешло во владение казаков Александровской слободы».

## Население
| 2002 | 2008  | 2010  | 2021  |
| ---- | ----- | ----- | ----- |
| 3256 | ↗3280 | ↗3395 | ↘3233 |

## Известные уроженцы и жители
- В Казаках родился Герой Советского Союза С. П. Меркулов.

- В Казаках родился, провёл детство и юность, часто приезжал и там же похоронен поэт и писатель Михаил Иванович Глазков.[5] В автобиографической книге «Горюч-камень» М. И. Глазков описывает своё военное детство, прошедшее в Казаках. В Казаках стало традицией проводить ежегодно литературные вечера, посвященные Глазкову.[6]

- Пётр Иванович Жагель (1923—1981) — советский журналист, редактор мелитопольской газеты «Серп и молот»[7]
- Тихонов Николай Иванович (1901—1976) Художник, архитектор Н. И. Тихонов родился 17 декабря 1901 года в с. Казаки Елецкого уезда Орловской губернии (ныне Елецкого района Липецкой области). Учился в Высшей художественно-технической мастерской (1921—1927), где получил звание художника монументальной живописи, затем окончил архитектурный факультет Московского Высшего художественно-технического института (1930). С 1927 года Н. И. Тихонов работал художником-декоратором в Большом театре, с 1929 года — архитектором. По его проектам построены корпуса институтов в Улан-Удэ, Семипалатинске, Грозном, ряд заводов и общественных зданий в других городах. Много занимался педагогической деятельностью, был доцентом в художественных вузах. Член Союза архитекторов СССР (1937). Н. И. Тихонов — автор многих живописных полотен, 245 из них — в основном пейзажи родного края — находятся в Елецком краеведческом музее. Он был также и незаурядным музыкантом-любителем, играл на скрипке, фортепиано. Умер в 1976 году.

## Инфраструктура
В селе расположена станция Казаки железнодорожной линии Елец — Верховье.

## Транспорт
Доступно село автомобильным и железнодорожным транспортом.